# Johann Joachim Christian Zerrenner
Johann Joachim Christian Zerrenner (* 5. November 1797 in Lübeck; † 5. März 1856 ebenda) war ein deutscher  Pädagoge. 1819 war er Vorsteher der Urburschenschaft in Jena.

## Leben
Johann Joachim Christian Zerrenner war ein Sohn von Johann Christian Zerrenner (* 1768 in Rudolstadt), der seit 1790 Mitglied des Lübecker Singchors und Organist war, zunächst an der Kirche des St.-Johannis-Klosters, ab 1802 an der Kirche des St.-Annen-Klosters. 
Unmittelbar nach oder schon während seiner Schulzeit am Katharineum zu Lübeck, das er zu Michaelis 1814 abschloss, nahm er als Kriegsfreiwilliger bei den Hanseatischen Jägern am Preußischen Volkskrieg gegen Napoleon Bonaparte teil. Ab Oktober 1814 studierte er Evangelische Theologie an der Universität Rostock. 1815 wurde er im Corps Rostochia aktiv.
Er wechselte an die Georg-August-Universität Göttingen und die Universität Jena. In Jena war er Schüler von Johann Philipp Gabler. Er gehörte 1818/19 dem Leitungsgremium (Ausschuss) der Urburschenschaft an und war 1819 (mit dem ebenfalls aus Lübeck stammenden Juristen Heinrich von der Hude) ihr Vorsteher.
1820 kam Zerrenner als Kandidat des Geistlichen Ministeriums (er selbst bezeichnete sich als G.G.C. = der Gottes Gelahrtheit Candidatus) zurück nach Lübeck. Als im gleichen Jahr der damalige erste College der Bürgerschule des Katharineums, Bandelin, in den Ruhestand versetzt wurde, erhielt Zerrenner einen Lehrauftrag in den Fächern Latein, Deutsch und Naturgeschichte. Ab 1824 gab er auch Elementarunterricht in Griechisch.
1826 wurde er zum Collaborator ernannt und erhielt damit eine feste Stelle. Insgesamt war er 36 Jahre am Katharineum tätig, davon 30 Jahre als ordentlicher Lehrer. Er stieg bis zum Oberlehrer auf und unterrichtete verschiedene Fächer, sowohl Sprachen als auch Mathematik und Realien, in seinen letzten Jahren vorzugsweise exacte Wissenschaften.
Er war Klassenlehrer der fünften Realklasse; bekannt für sein soldatisches Wesen und straffes Regiment. Der Nachruf von Direktor Friedrich Breier  hebt „unter der rauhen Schale den milden Kern, und in der streng gemessenen Form die gemüthliche Tiefe eines liebevollen Herzens“ hervor.
Neben seinem Schulamt unterhielt Zerrenner ein gut gehendes Pensionat für auswärtige Schüler. In den 1840er Jahren war er einer der Vorsteher der Lübecker Turn-Anstalt.

## Werke
- Neuer Versuch zur Bestimmung der dogmatischen Grundlehren von Offenbarung und heiliger Schrift nach dem System der Socinianischen Unitarier. Mit einer Vorrede von Johann Philipp Gabler. In der Crökerschen Buchhandlung, Jena 1820.

Digitalisat des Exemplars der Harvard University.
- Vergleichende Bemerkungen über den Unterricht im Rechnen auf den Gymnasien... 1. Abtheilung. In: Schulprogramm des Katharineums 1838
- Vergleichende Bemerkungen über den Unterricht im Rechnen auf dem Gymnasium, von Collaborator Dr. J. J. C. Zerrenner. 2. Abtheilung: Methodik der Bruchrechnung. In: Schulprogramm des Katharineums 1841.